# Demonassa dichotoma
Demonassa dichotoma är en skalbaggsart som först beskrevs av Newman 1851.  Demonassa dichotoma ingår i släktet Demonassa och familjen långhorningar. Inga underarter finns listade i Catalogue of Life.